# Pensioenfonds Detailhandel
Pensioenfonds Detailhandel is een Nederlands pensioenfonds dat verantwoordelijk is voor het pensioen van werknemers in de detailhandel. Het fonds werd opgericht in 1950 en beheert momenteel het pensioenkapitaal van ongeveer 1,35 miljoen deelnemers en gepensioneerden. Het richt zich op het bieden van een stabiele pensioenuitkering aan haar leden.

## Geschiedenis
Pensioenfonds Detailhandel is opgericht op 9 december 1971 als Bedrijfspensioenfonds voor de Detailhandel door het Hoofdbedrijfschap Detailhandel. Vanaf 1 januari 1972 konden werknemers in de detailhandel hiermee pensioen opbouwen. De regeling gold alleen voor werknemers die meer dan 2 dagen per week werkten. Volgens het oprichtingsdocument was het bedrijfspensioenfonds voor de detailhandel niet bedoeld voor apotheken en de verkopers van automobielen, benzine, bloembollen, landbouwzaden, levend pluimvee, pootaardappelen, scheepsbenodigdheden en tuinbouwzaden.
In 1972 bedroeg het op te bouwen ouderdomspensioen 0,54% van het salaris en de premie 5,6% van het salaris. Het ouderdomspensioen ging in op 65-jarige leeftijd. 
In de begindagen gold de mogelijkheid van pensioenopbouw alleen voor mannen vanaf 23 jaar en voor ongehuwde vrouwen vanaf 27 jaar. Gehuwde vrouwen bouwden geen pensioen op.
Op enig moment is de start van pensioenopbouw op 25 jaar gesteld voor zowel mannen als vrouwen, ongeacht de huwelijkse staat en ongeacht het aantal dagen dat per week werd gewerkt. In 2002 daalde de startleeftijd naar 20 jaar en kwam er een prepensioenregeling bij.
In 2013 werd de pensioenleeftijd verhoogd naar 67 jaar. In 2021 bedroeg de opbouw 1,41% met een pensioenpremie van 24,75%.

### Fusies en samenvoegingen
Pensioenfonds Detailhandel is sinds de oprichting een aantal keren gefuseerd met aanverwante pensioenfondsen, waarbij de pensioenportefeuilles zijn samengevoegd.
- In 2000: met Pensioenfonds MITEX
- In 2007: met Pensioenfonds Vendex KBB
- In 2010: met Bedrijfstakpensioenfonds Optiekbedrijven
- In 2017: met Bedrijfstakpensioenfonds Schoenmakerij
- In 2017: met Bedrijfstakpensioenfonds Groothandel in Textiel en Aanverwante Artikelen
- In 2018: nieuwe pensioenopbouw van de sector Woninginrichting (Wonen)
- In 2019: met Bedrijfstakpensioenfonds voor de Drankindustrie
- In 2019: met Bedrijfstakpensioenfonds voor de Schoen-, Leder- en Lederwarenindustrie
- In 2022: met Pensioenfonds Wonen

## Structuur
Pensioenfonds Detailhandel is een stichting die wordt bestuurd door een bestuur bestaande uit tien personen met diverse achtergronden: werkgevers (brancheorganisaties), werknemers (vakbonden) en een bestuurslid dat is gekozen uit de gepensioneerden van het fonds.
Daarnaast wordt het beleid van het bestuur gecontroleerd door de Raad van Toezicht (drie leden) en het Verantwoordingsorgaan (VO, 11 leden). Het VO let er op dat de belangen van alle deelnemers evenwichtig worden behartigd.

## Omvang
In 2023 telde het fonds 1,35 miljoen pensioendeelnemers (360 duizend actieve deelnemers, 828 duizend vroegere deelnemers en 158 duizend gepensioneerden). Het is een van de grotere pensioenfondsen van Nederland: in 2020 stond het op de tiende plaats in de ranglijst van grootste Nederlandse pensioenfondsen gemeten naar pensioenvermogen.
Eind 2023 bedroeg het pensioenvermogen 30,6 miljard euro, bij een pensioenverplichting van 25,8 miljard euro.

### Vermogensontwikkeling
Het belegd vermogen is sinds de start van het pensioenfonds flink gestegen: van omgerekend 1,6 miljard euro eind 1995 tot 30,6 miljard euro eind 2023.
- Eind 1995: € 1,6 miljard (Fl. 3,5 miljard)
- Eind 2000: € 3,1 miljard (Fl. 6,8 miljard)
- Eind 2005: € 4,7 miljard
- Eind 2010: € 8,6 miljard
- Eind 2015: € 16,7 miljard
- Eind 2020: € 32,2 miljard
- Eind 2023: € 30,6 miljard

## Beleggingsbeleid
Pensioenfonds Detailhandel belegt conform het zelf gedefinieerde beleid op een maatschappelijk zo verantwoord mogelijke manier. Dit gebeurt op passieve wijze. Ofwel, er wordt niet belegd in individuele aandelen en obligaties, maar in zogeheten indices, mandjes van bedrijven. Een deel van het beleggen en beheren van het pensioenvermogen heeft het fonds uitbesteed aan de internationale vermogensbeheerder BlackRock.
In 2023 bestond portefeuille voor 58% uit obligaties, voor 32% uit aandelen en voor 4% voor zowel vastgoed als hypotheken.
Om relatief vervuilende bedrijven te vermijden, ontwikkelde het fonds sinds 2018 met het Britse beurs- en indexbedrijf FTSE Russel indices die de duurzaamheidsdoelstellingen van de Verenigde Naties als uitgangspunt hebben. In 2021 werd de derde duurzaamheidsindex gelanceerd: de FTSE Russell Euro Credit SDG-Aligned Index.
het pensioenfonds belegt niet in bedrijven die betrokken zijn bij de productie van controversiële wapens, in 2022 uitgebreid met kernwapenproducenten. Verder worden landen uitgesloten die op de sanctielijst van de Verenigde Naties staan. In 2022 heeft het pensioenfonds besloten niet langer te willen investeren in tabak; deze beslissing werd in 2023 geïmplementeerd.

### Resultaten
In de onderstaande tabel staan de rendementen van het fonds vanaf 2012. Het fonds heeft het beleid om van risico’s door rente- en valutaschommelingen af te dekken. In de kolommen staat het rendement vóór en ná deze afdekking. Dit afdekbeleid leidt tot een hoger resultaat over deze periode, maar de schommelingen jaar over jaar zijn extremer, zowel positief als negatief.
| Jaar | Rendement ná afdekking risico rente- en valutaschommelingen | Rendement vóór afdekking risico rente- en valutaschommelingen | Deelnemers (× 1000) | Pensioen- vermogen (× miljard) | Pensioen- verplichtingen (× miljard) |
| ---- | ----------------------------------------------------------- | ------------------------------------------------------------- | ------------------- | ------------------------------ | ------------------------------------ |
| 2012 | 17,2%                                                       | 11,2%                                                         |                     |                                |                                      |
| 2013 | −1,1%                                                       | 3,6%                                                          |                     |                                |                                      |
| 2014 | 34,3%                                                       | 14,0%                                                         |                     |                                |                                      |
| 2015 | −0,6%                                                       | 4,1%                                                          | 1065                | € 17,3                         | € 15,8                               |
| 2016 | 13,6%                                                       | 8,8%                                                          |                     |                                |                                      |
| 2017 | 3,2%                                                        | 4,3%                                                          |                     |                                |                                      |
| 2018 | 0,6%                                                        | −0,3%                                                         |                     |                                |                                      |
| 2019 | 26,8%                                                       | 17,3%                                                         | 1226                | € 28,0                         | € 24,9                               |
| 2020 | 14,2%                                                       | 4,4%                                                          | 1240                | € 32,0                         | € 29,0                               |
| 2021 | 1,2%                                                        | 10,3%                                                         | 1310                | € 33,0                         | € 27,9                               |
| 2022 | −26,9%                                                      | −14,7%                                                        | 1468                | € 28,0                         | € 23,8                               |
| 2023 | 9,1%                                                        | 10,4%                                                         | 1350                | € 30,6                         | € 25,8                               |